# هکت ۱۰۴۸۴
سیارک ۱۰۴۸۴ (به انگلیسی: 10484 Hecht، نامگذاری:1983WM) ده هزار و چهارصد و هشتاد و چهارمین سیارک کشف شده‌است که در ۲۸ نوامبر ۱۹۸۳ کشف شد.